# L'ultima sequenza
L'ultima sequenza è un film documentario del 2003 diretto da Mario Sesti.